# Eusko Irratia
Eusko Irratia-Radiodifusión Vasca S.A., comúnmente denominado Eusko Irratia o por sus siglas "EI", fue la empresa de producción y emisión radiofónica que, junto con Radio Vitoria, S.A., constituía el grupo de radiodifusión pública de la comunidad autónoma del País Vasco en España. Junto con Euskal Telebista-Televisión Vasca, S.A., el Ente Público Euskal Irrati Telebista-Radio Televisión Vasca y con Eitbnet conformaban el grupo de comunicación público vasco dependiente del parlamento vasco e integrado en la consejería de cultura del gobierno vasco.  En enero de 2020 se disolvió y se integró, junto a Radio Vitoria, S.A. y  Eitbnet en Euskal Telebista-Televisión Vasca, S.A. pasando de denominarse EITB Media S.A.U., empresa que desde entonces junto con el Ente Público Euskal Irrati Telebista-Radio Televisión Vasca conforma el grupo de comunicación público vasco.
El  ámbito de operación de las emisoras de Eusko Irratia abarca la comunidad autónoma del País Vasco, además de otras limítrofes como Navarra.  
Fue fundada en verano de 1982, con la  figura jurídica de Sociedad Anónima hasta el 1 de enero de 2020 cuando, tras la aprobación por el gobierno vasco el 14 de julio y su inscripción en el Registro Mercantil en noviembre, pasó a estar integrada en la nueva sociedad EITB Media S.A.U. junto al resto de empresas que conforman el grupo a excepción del Ente Público EITB. Fue la primera empresa del grupo en tener actividad estable, al retrasarse el inicio de las emisiones regulares de televisión hasta bien entrado 1983. 

### Nueva estructura societaria
El 14 de julio de 2020 el gobierno vasco aprueba el cambio de la estructura societaria del grupo Euskal Irrati Telebista en la que se mantiene el Ente Público EITB y se fusionan todas las demás empresas (Eusko Irratia, Radio Vitoria, Euskal Telebista e EITBNET), que tenían la fórmula jurídica de sociedad anónima, en una única sociedad que pasa a denominarse EITB Media S.A.U. que es una sociedad anónima pública. Los trámites burocráticos quedaron completados en noviembre de ese mismo año y la escrituración de las nuevas empresas se hizo en el   Registro Mercantil con efectos retroactivos al 1 de enero de 2020.
Euskal Telebista es la sociedad en la que convergen las demás empresas para la creación de la nueva al ser la sociedad que más volumen de trabajadores tiene, la sociedad que más activos tiene, que más contratos tiene... por tanto, a efectos de la adaptación jurídica de la estructura societaria, era más sencillo plantearlo de esa manera. La justificación dada por los responsables fue la de la mejora de la eficiencia del grupo.

## Cadenas operadas
Eusko Irratia posee un total de seis cadenas de radio dirigidas a Euskal Herria en su conjunto o a partes concretas del territorio vascohablante total. Todas ellas son escuchables, por recepción analógica, mediante emisoras con distintas frecuencias a lo largo de su región de origen (modulaciones AM y FM), así como digitalmente, mediante la web oficial en todo el mundo o vía satélite (solo Hispasat en América).
La oferta actual de EITB Radio es la siguiente:
- Euskadi Irratia: radio generalista de servicio público, fundada en 1982 y producida íntegramente en euskera. En sus inicios y durante unos pocos años fue bilingüe, denominándose entonces Euskadi Irratia I/Radio Euskadi I.
- Radio Euskadi: fundada en 1983, es también una cadena generalista de servicio público, que emite en castellano. En su origen también fue bilingüe, denominándose Euskadi Irratia II/Radio Euskadi II.
- Radio Vitoria: radio generalista de ámbito local, dirigida a la ciudad de Vitoria y a todo el territorio de Álava. Fue originalmente fundada en 1934, y después refundada en 1982, siendo cronológicamente el primer medio de comunicación del grupo EITB en pleno funcionamiento. Emite casi en exclusiva en castellano, solo con presencia testimonial del euskera.
- Gaztea: cadena de radio temática (o radiofórmula) musical, orientada al público joven, que trabaja en especial el pop y el rock, incluyendo también en su programación un espacio matinal despertador y otros juveniles o de entretenimiento. Fue fundada en 1990 y está locutada íntegramente en euskera, poniendo también énfasis en la esfera musical vascófona del momento de cara a su selección musical, si bien muchas de las canciones emitidas son en inglés.
- EITB Musika: radiofórmula musical con continuidad bilingüe, principalmente de géneros pop contemporáneos y clásicos, con un target más adulto que el de Gaztea. Por ella también se emiten algunos boletines informativos horarios de servicio público. En su origen, en 2001, fue planteada como una radio secundaria polivalente, con contenidos alternativos, recibiendo entonces y durante años el nombre de EiTB Irratia.
- EITB Euskal Kantak: radiofórmula musical en euskera, fundada en 2019, que emite en exclusiva música contemporánea hecha en dicha lengua, de toda una variedad de géneros, acompañada ocasionalmente de apuntes o reflexiones personales sobre las mismas a cargo de personajes célebres de la esfera cultural vascófona. Es la única cadena del grupo que emite solo a través de Internet.